# Natalie Krill

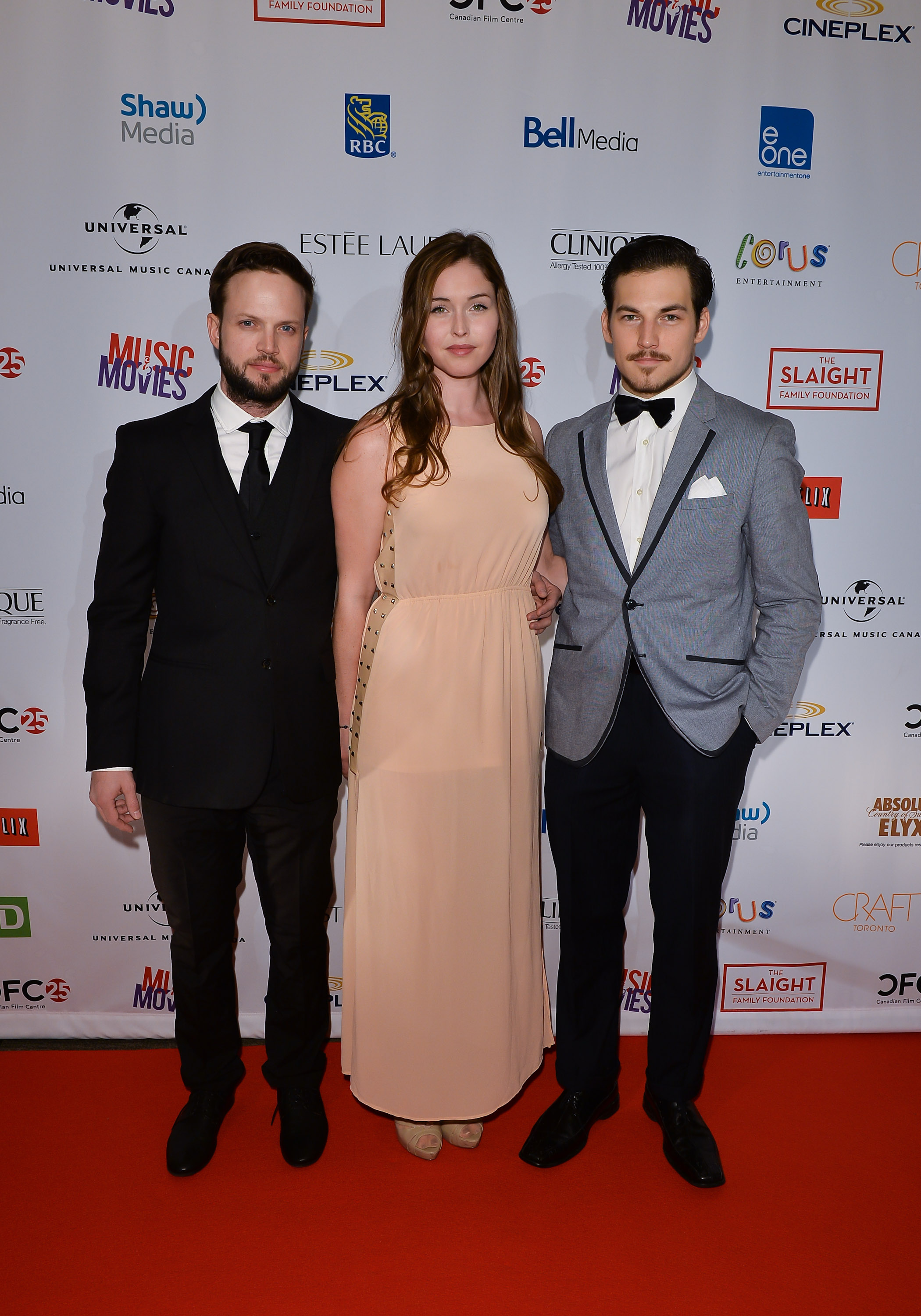
Natalie Krill junto a Eric Murdoch y Giacomo Gianniotti en 2014.

Natalie Krill (Saskatchewan; 4 de febrero de 1983) es una actriz y ex bailarina canadiense. Apareció en la obra de hockey MVP. También ha estudiado ballet, claqué y jazz y fue miembro del equipo de baile J-Cru para Toronto Blue Jays y el equipo de baile Phantasy Girls de los Toronto Phantoms. También apareció interpretando a Lorena Fleming en el musical de Broadway La calle 42, que se celebró en Moscú, obra basada en la película Dirty Dancing, cuando esta hizo su estreno en Toronto en el otoño de 2008 y en la película Hollywoodland. Ha aparecido como Alex Kendrick en The Listener y luego interpretó a Phoebe en The Next Step, del canal Family Channel.

## Filmografía

### Cine y televisión
| Año       | Título               | Papel                    | Notas                                                  |
| --------- | -------------------- | ------------------------ | ------------------------------------------------------ |
| 2005      | Twitches             | Dependiente              | Televisión                                             |
| 2006      | Hollywoodland        | Chica de la cámara       |                                                        |
| 2008      | MVP                  | Molly McBride            | 10 episodios                                           |
| 2010      | Turn the Beat Around | Maeve                    | Televisión                                             |
| 2010      | Covert Affairs       | Mujer en el bar / Louise | Episodio: "Piloto"                                     |
| 2010      | Warehouse 13         | Jenny                    | Episodio: "Edad antes que belleza"                     |
| 2010      | Rookie Blue          | Edie Larson              | Episodios: "Big Nickel" y "Takedown"                   |
| 2012      | Suits                | Sarah Hardman            | Episodio: "She Knows"                                  |
| 2012      | Saving Hope          | Trisha                   | Episodio: "Heartsick"                                  |
| 2014      | The Listener         | Alex Kendrick            | Papel recurrente, temporada 5; 11 episodios            |
| 2014      | Seed                 | Susan Bechdel            | 1 episodio                                             |
| 2014-2015 | The Next Step        | Phoebe                   | Papel recurrente en las temporadas 2 y 3; 28 episodios |
| 2014-2015 | Remedy               | Natasha                  | 4 episodios                                            |
| 2015      | After the Ball       | Tannis                   |                                                        |
| 2015      | Man Seeking Woman    | Katie                    | 1 episodio                                             |
| 2015      | Orphan Black         | Patty                    | 2 episodios                                            |
| 2016      | Below Her Mouth      | Jasmine                  |                                                        |
| 2016      | Wynonna Earp         | Willa Earp               | Temporada 1; 4 episodios                               |
| 2018      | Good Witch           | Marion Anderson          | 1 episodio                                             |